# 银貂与黑猫
《银貂与黑猫》（英語：Silver & Black）是已经取消的美国超级英雄电影，改编自漫威漫画角色銀貂和黑猫，原计划哥伦比亚影业与漫威联合制作，索尼影视娱乐发行，为索尼影業蜘蛛人宇宙的作品。原定导演为吉娜·普林斯-拜斯伍德，编剧团队包括普林斯-拜斯伍德、麗莎·喬伊、克里斯·约斯特、林赛·贝尔（Lindsey Beer）和日内瓦·罗伯逊-德沃雷特。
黑猫最开始与未制作的《蜘蛛侠4》出现在一部电影中引入，之后在《蜘蛛人驚奇再起2：電光之戰》中正式登场，并有独立电影。2014年10月，电影开发工作启动，定位为蜘蛛侠系列电影的首部女性超级英雄外传。到2017年3月，影片改为以银貂与黑猫为主角的电影，由约斯特编剧。同年5月，普林斯-拜斯伍德，摄制工作计划在美国乔治亚州亚特兰大与墨西哥两地进行。前期制作阶段，普林斯-拜斯伍德计划选择黑人演员扮演其中一位主角。然而拜斯伍德不满意剧本，与索尼重新开发项目，导致制作工作无限延期。
2018年7月，普林斯-拜斯伍德转而执导另一部漫改电影《永生守卫》，一个月后索尼正式取消《银貂与黑猫》，将两个主角分拆到两部独立的电影，普林斯-拜斯伍德留任两部作品制片人。到2020年1月，索尼计划将项目打造成电视剧。同年7月《永生守卫》发行后，普林斯-拜斯伍德表示有意回归项目。

## 背景
2009年12月，漫威漫画角色菲莉西亚·哈迪计划在《蜘蛛侠4》亮相，安妮·海瑟薇、茱莉亞·史緹爾、瑞秋·麥亞當斯、蕾夢娜·葛瑞有意出演。导演山姆·雷米希望电影版角色不像漫画原版那样，变成了化名黑猫的猫大盗，而是成为化名“秃鹰女士”的超级反派，与約翰·馬克維奇扮演的禿鷹搭档。次月，雷米决定不再执导《蜘蛛侠3》，索尼宣布《蜘蛛侠》系列重启。2013年1月，菲丽希缇·琼斯就加盟重启系列第二作《蜘蛛人驚奇再起2：電光之戰》，扮演哈迪进行谈判。哈迪一角在片中没有以黑猫形象出现。
2013年12月，索尼计划用《惊奇蜘蛛侠2》为旗下持有版权的漫威角色打造扩展宇宙，阿维·阿拉德、马特·托尔马赫、埃德·所罗门、德魯·戈達德与《蜘蛛人：驚奇再起》（2012年）和《惊奇蜘蛛侠2》导演马克·韦布担任系列智囊。然而《惊奇蜘蛛侠2》表现惨淡，索尼“经受着巨大的压力，不得不重新审视他们最重要的品牌”，电影宇宙的方向也要重新考虑。与此同时，电影宇宙第一部女性超级英雄外传的开发工作已经开始，由麗莎·喬伊担任编剧，2017年上映，哈迪、银貂、尤物（Stunner）、火星和蜘蛛女侠有望亮相。2014年10月，影片暂定名《玻璃天花板》（Glass Ceiling），蜘蛛侠漫画的其他几位超级英雄有望在片中组成团队。2015年1月，琼斯有意回归出演哈迪一角，发掘角色身为黑猫的一面，但表示没有接到相关的计划。次月，索尼和漫威影业宣布展开新一轮合作，后者将为索尼制作新一部蜘蛛侠电影，将蜘蛛侠纳入到漫威电影宇宙。索尼仍会规划外传电影，包括独立制作女性超级英雄电影。尽管如此，外传电影还是在2015年11月宣告取消。

## 开发
2017年3月，索尼重启蜘蛛侠外传制作，由猛毒担任主角，同时会“加快推进”女性超级英雄的制作，由克里斯·约斯特重写乔伊的剧本。托尔马赫和艾米·帕斯卡担任影片制作人，银貂与黑猫担纲主角。影片将纳入索尼自有的共同世界索尼影業蜘蛛人宇宙，不会和漫威影业的《蜘蛛人：返校日》（2017年）跨界。
2017年5月，吉娜·普林斯-拜斯伍德签约导演合同，影片正式定名《银貂与黑猫》。艾米莉·卡迈克尔也考虑参加导演。身为大片的影迷，普林斯-拜斯伍德一直很想拍这样的电影，尽管外界认为女性导演对此类项目不感兴趣。当时普林斯-拜斯伍德手头上已经有一个项目，但后来她接到索尼的剧本，脑海立刻浮现影片的模样，于是选择改拍这部电影。在与制片方会面的时候，普林斯-拜斯伍德巨细无遗地阐述了自己对项目的愿景，表示“参加会议非常兴奋，因为我讲的所有东西他们都喜欢”。影片拍摄工作计划在2017年底进行。

## 前期制作

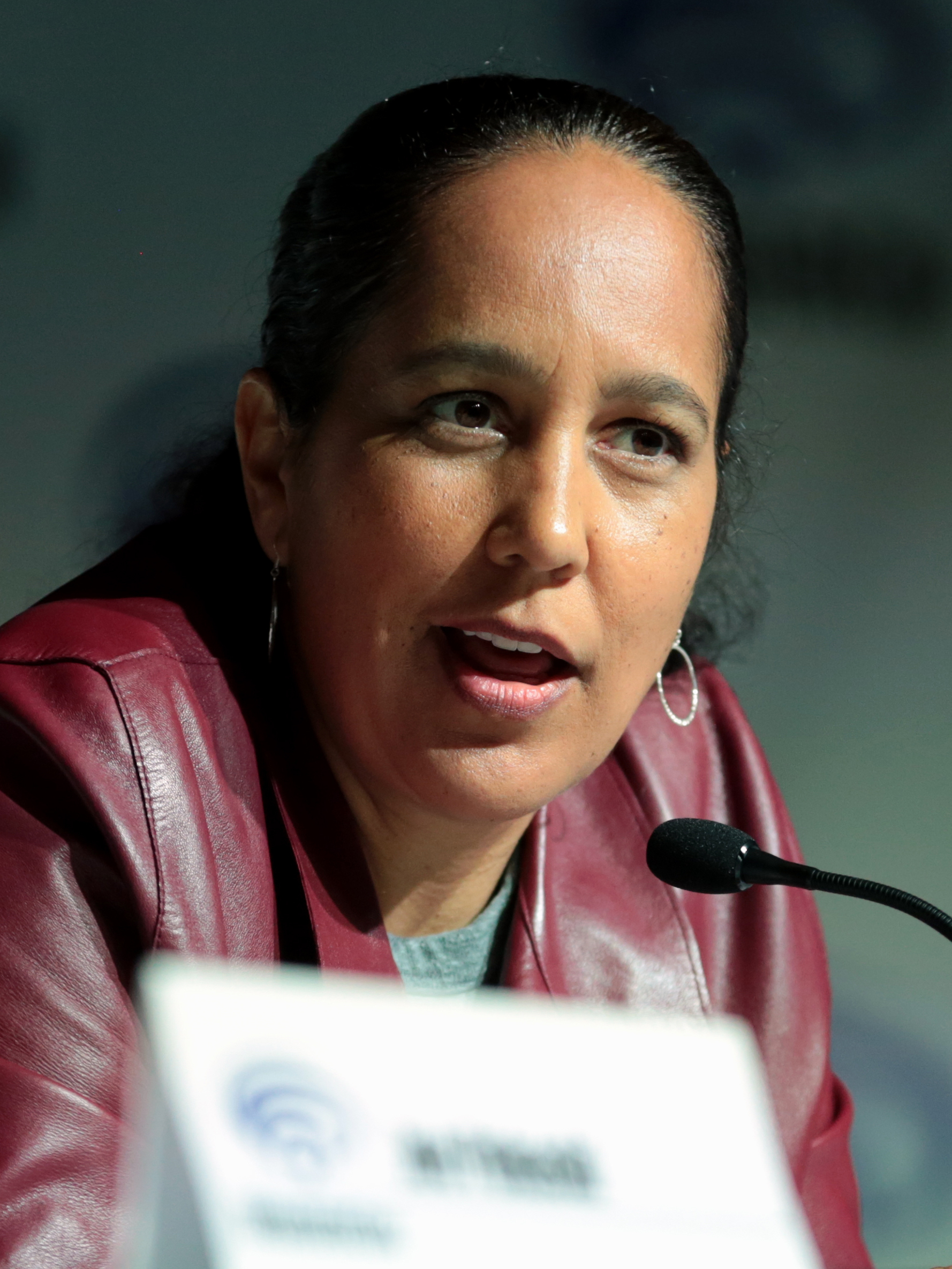
2017年5月，吉娜·普林斯-拜斯伍德受聘出任影片导演，参加剧本创作

2017年6月，帕斯卡说索尼计划将新的漫威电影和《蜘蛛侠：英雄归来》放在同一个宇宙，认为它们是那个世界的“附属品”。她表示《银貂与黑猫》和《毒液》有关联，扮演蜘蛛侠的汤姆·赫兰德有望在两部电影中出现。那个时候，普林斯-拜斯伍德已经自行开始剧本初稿创作，开始规划电影的画面和音乐 ，希望在不久后启动选角工作。普林斯-拜斯伍德受到派蒂·珍金斯的《神力女超人》（2017年）启发，后者在她签约担任《银貂与黑猫》导演后上映。普林斯-拜斯伍德和派蒂·珍金斯见了好几次面，探讨《神奇女侠》的内容，寻求拍摄女性超级英雄大片的建议。
7月，哥伦比亚影业总裁桑福德·帕尼奇表示索尼无意制作“传统的漫改电影”，希望他们的漫威电影会有不一样的风格。《银貂与黑猫》计划采用暗黑搭档片风格，类似于《塞尔玛与路易丝》（1991年）和《午夜狂奔》（1988年）。普林斯-拜斯伍德希望探索“两个受伤的女人相爱相杀、一起生存的故事”，认为两个角色受到漫画原著中父母死亡困扰。影片原计划在2019年2月8日上映，反派變色龍、墓碑和狼蛛有望出现。12月，担任漫威电影《黑豹》服装设计师的露丝·卡特加盟。2018年1月，布景设计克里斯蒂·泽亚加入。
同样在2018年1月，制作团队宣布工作将于2018年3月5日启动，持续到6月中旬。摄制工作主要在乔治亚州亚特兰大进行，暂定名称《三方边境》（Tri-Border）。另有场景在墨西哥拍摄，据信是用来描绘巴西、阿根廷和巴拉圭三重边界地区。2018年2月中旬，林赛·贝尔和日内瓦·罗伯逊-德沃雷特完成剧本初稿，交由普林斯-拜斯伍德打磨润色，普林斯-拜斯伍德同时寻找影片布景和服装、物色地点、设计动作戏、开始与视觉特效团队合作。

## 无限期推迟
到2月底，由于导演不满意剧本，拍摄工作无限期推迟。服装设计等其他前期工作也被推迟，直至剧本完成重写。卡特说自己“正等信号”继续制作电影。5月，导演说自己“希望给（超级英雄）类型片带来不一样的要素”，提升漫画中的两个角色，“把他们放到世界里”。她计划安排黑人演员饰演漫画中的两个白人主角，让“好看的黑人女性出现在超级英雄片的荧幕上”。到月底，导演还在创作剧本，说“工作都是由剧本开始，你必须要有好的剧本，我们才可以开展后续工作”。6月初，索尼撤掉了2019年2月的发行期，另觅新的档期，配合重新的剧本和已经推迟的制作工程。
2018年6月，在讨论漫威电视剧《斗篷与匕首》的导演工作时，导演对自己加入漫威世界表示非常兴奋，认为自己与漫威电视合作时学到一些“非常酷、非常革新的内容”，可以用在电影的“大沙盒”中。她承诺会“讲个好故事”，在完美剧本出来前搁置拍摄工作。她表示如果剧本还没准备好，她会在影片拍摄前开始另一个项目的制作。一个月后，她签约导演漫改电影《永生守卫》，摄制工作预计在2018年底启动。搁置《银貂与黑猫》的工作后，她最终花了两年时间完成《永生守卫》。她说《永生守卫》之所以取得成功，全拜自己在制作《银貂与黑猫》时取得的经验，觉得自己之所以有机会拍摄《永生守卫》，是因为把很多时间献给了《银貂与黑猫》，认为开发《银貂与黑猫》时学到的大片制作经验在《永生守卫》中得到实践。

## 取消与未来
2018年8月，索尼正式取消《银貂与黑猫》，打算将两个主角分拆到两部独立的电影。虽然当时没有选出新作的导演人选，普林斯-拜斯伍德已经表示不会参与新片的制作。一个月后，在被问到《银貂与黑猫》的制作进程时，托尔马赫说不了解索尼方面的决定，只是说“剧本仍在创作”。索尼计划先推出黑猫的独立电影，认为这个角色的背景故事非常宏大，有足够的材料证明她可以有自己的电影，之后再推出银貂的电影。虽然普林斯-拜斯伍德留任制片人，索尼还是坚称她会被另一位女导演取代。
索尼影视娱乐主席托尼·文西奎拉于2019年3月透露索尼影业蜘蛛侠宇宙将进军电视界，由索尼影视电视为一系列漫威角色开发电影，播放平台尚未决定。2020年1月，消息认为其中一部剧是《银貂与黑猫》。2020年4月，普林斯-拜斯伍德确认该消息，表示索尼决定将两个主角分拆到两部独立的电影之前，她们都在同一部电影中，到后来才决定用限定剧介绍她们的故事。她认为新剧会在Disney+首播。尽管如此，普林斯-拜斯伍德还是倾向于让两个角色能出现在同一部电影中，希望这部电影有朝一日能成行。
2020年7月，普林斯-拜斯伍德表示《永生守卫》上线那个月会与索尼继续谈判《银貂与黑猫》的事情。她说这部作品会比其他漫威电影“更加前卫”：“我能把漫威宇宙推到多远，是个问题。”她还表示，创作剧本的时候，他们为黑猫和音调出现的同一部电影中找到了有机的理由，希望两个角色能在一起。讨论大获成功的《蜘蛛侠》电影给项目带来的影响时，普林斯-拜斯伍德说：“问题在于，‘你真的可以让蜘蛛侠不出现在这些电影中吗？’”